# Cereja de São Julião-Portalegre
Cereja de São Julião-Portalegre DOP é um produto de origem portuguesa com Denominação de Origem Protegida pela União Europeia (UE) desde 21 de junho de 1996.

## Agrupamento gestor
O agrupamento gestor da denominação de origem protegida "Cereja de São Julião-Portalegre" é a APAFNA - Agrupamentos de Produtores Agrícolas e Florestais do Norte Alentejano.